# (315218) La Boétie
(315218) La Boétie est un astéroïde de la ceinture principale.

## Description
(315218) La Boétie est un astéroïde de la ceinture principale. Il fut découvert le 13 septembre 2007 à l'Observatoire de Saint-Sulpice par Bernard Christophe. Il présente une orbite caractérisée par un demi-grand axe de 2,27 UA, une excentricité de 0,11 et une inclinaison de 6,3° par rapport à l'écliptique.
Il est nommé d'après Étienne de La Boétie, écrivain humaniste et poète français.